# Liliana Madrigal
 (juin 2025).
Motif : Où sont les sources secondaires centrées d'envergure nationale ?
- Archive Wikiwix
- Bing
- Cairn
- DuckDuckGo
- E. Universalis
- Gallica
- Google
- G. Books
- G. News
- G. Scholar
- Persée
- Qwant
- (zh) Baidu
- (ru) Yandex
- (wd) trouver des œuvres sur Wikidata

| 1. | Préciser le motif de la pose du bandeau. | Précisez le motif de la pose du bandeau en utilisant la syntaxe suivante : {{admissibilité à vérifier\|date=août 2025\|motif=remplacez ce texte par le motif}}                        |
| 2. | Informer les utilisateurs concernés.     | Pensez à avertir le créateur de l'article, par exemple, en insérant le code ci-dessous sur sa page de discussion : {{subst:avertissement admissibilité à vérifier\|Liliana Madrigal}} |

Liliana Madrigal, née le 23 mars 1957, est une conservationniste costaricienne qui œuvre pour la protection des forêts tropicales et des cultures indigènes en Amérique centrale et en Amérique du Sud. Elle est la cofondatrice et la « Senior Director of Program Operations » de l'Amazon Conservation Team (ACT), où elle est la principale liaison avec les programmes et les communautés du pays. Son travail se concentre sur les peuples autochtones et les forêts du nord-ouest du bassin amazonien (y compris les peuples Inga, Kamsa et Cofán) et la Sierra Nevada de Santa Marta (le peuple Kogi).

## Biographie
Liliana Madrigal grandit au Costa Rica et déménage en Californie du sud en 1968. Elle fréquente l'université de Californie à Los Angeles grâce à une bourse, et elle y  obtient un Bachelor of Arts en linguistique générative. Dans les années 2010, elle vit dans le comté d'Arlington, dans l'état de Virginie[réf. nécessaire], avec son mari, l'ethnobotaniste Mark Plotkin (en).

## Carrière
Liliana Madrigal commence sa carrière dans la conservation en travaillant sous la direction de Spencer Beebe pour The Nature Conservancy (TNC). Elle devient directrice du programme Costa Rica de TNC et travaille avec la Fondation des parcs nationaux du Costa Rica, où elle aide à établir et à gérer certains des parcs les plus renommés du Costa Rica, notamment le parc national Manuel Antonio. Elle  quitte ensuite TNC pour devenir membre fondatrice de Conservation International (CI) où elle est directrice des programmes Costa Rica et Panama.
En 1996, elle cofonde l'Amazon Conservation Team (ACT) avec Mark Plotkin. Ils considèrent tous les deux qu’un partenariat étroit avec des collègues autochtones pour protéger les terres autochtones représentait une opportunité de conservation extraordinaire. Liliana Madrigal supervise toutes les initiatives de programme exécutées par ACT. Elle se rend fréquemment en Amérique du Sud pour travailler avec le personnel d’ACT, ses collègues autochtones et ses partenaires. Elle se concentre principalement sur la Colombie, où elle joue un rôle essentiel dans la création de l'UMIYAC, l'Union des guérisseurs Yagé de Colombie. Elle supervise également certains aspects des efforts soutenus par l’ACT au Brésil et au Suriname. Elle s'intéresse particulièrement à la promotion des droits humains des femmes dans toute l'Amazonie et dirige plusieurs projets d'ACT en faveur des femmes.

## Prix et distinctions
- 2006 : Prix du Circle of Bridge-Makers de la Fondation Angeles Arrien[5]
- 2008 : Prix Skoll pour l'entrepreneuriat social (co-lauréate avec le Dr Mark Plotkin, son mari)[6],[5]
- 2017 : Programme de résidence au Bellagio Center de la Fondation Rockefeller[5]